# Sebastian Kislinger
Sebastian Kislinger (* 1. August 1988 in Voitsberg) ist ein österreichischer Snowboarder. Er startet in den Paralleldisziplinen.

## Werdegang
Kislinger nimmt seit 2007 vorwiegend am Europacup teil. Dabei errang er bisher 23 Podestplatzierungen, davon fünf Siege. In der Saison 2011/12, 2012/13 und 2016/17 belegte er jeweils den dritten Platz in der Parallelwertung. Zudem wurde er 2016/17 Zweiter und 2019/20 Dritter in der Parallelslalomwertung (Stand: Saisonende 2019/20). Sein Debüt im Snowboard-Weltcup hatte er im Januar 2010 am Kreischberg, welches er auf dem 60. Platz im Parallel-Riesenslalom beendete. Bei der Winter-Universiade 2011 in Erzurum gewann er die Silbermedaille im Parallel-Riesenslalom. Im Dezember 2011 erreichte er im Parallelslalom in Carezza mit dem siebten Platz seine erste Top-Zehn-Platzierung im Weltcup. Bei der Winter-Universiade 2013 in Monte Bondone holte er die Goldmedaille im Parallel-Riesenslalom.
In der Saison 2014/15 errang Kislinger mit zwei Platzierungen unter den ersten Zehn den 14. Platz im Parallel-Weltcup und den 13. Platz im Parallelslalom-Weltcup. Beim Saisonhöhepunkt den Snowboard-Weltmeisterschaften 2015 am Kreischberg kam er auf den 23. Platz im Parallel-Riesenslalom und auf dem 21. Rang im Parallelslalom.
Im März 2015 wurde er in Hochficht österreichischer Meister im Riesenslalom. In der Saison 2016/17 erreichte er bei neun Weltcupteilnahmen, drei Top-Zehn-Platzierungen. Dabei kam er in Pyeongchang mit dem zweiten Platz im Parallel-Riesenslalom erstmals im Weltcup aufs Podest. Bei den Snowboard-Weltmeisterschaften 2017 in Sierra Nevada belegte er den 22. Platz im Parallelslalom und den achten Rang im Parallel-Riesenslalom. Die Saison beendete er auf dem 14. Platz im Parallel-Weltcup und auf dem siebten Rang im Parallel-Riesenslalom-Weltcup. In der Saison 2017/18 kam er mit sieben Top-Zehn-Platzierungen, darunter Platz zwei im Parallelslalom in Winterberg auf den fünften Platz im Parallel-Weltcup und auf den dritten Rang im Parallelslalom-Weltcup. Beim im Rahmen der Olympischen Winterspiele 2018 ausgetragenen Parallel-Riesenslalom schied er am 24. Februar in der südkoreanischen Stadt Pyeongchang im Achtelfinale aus und belegte den elften Rang.
Nach Platz drei im Parallel-Riesenslalom in Carezza zu Beginn der Saison 2018/19, errang er dreimal den neunten und einmal sechsten Platz und belegte damit den 11. Platz im Parallelslalom Weltcup. Beim Saisonhöhepunkt, den Snowboard-Weltmeisterschaften 2019 in Park City, fuhr er im Parallelslalom und im Parallel-Riesenslalom jeweils auf den 30. Platz.

## Erfolge

### Teilnahmen an Weltmeisterschaften und Olympischen Winterspielen

#### Olympische Spiele
- 2018 Pyeongchang: 11. Platz Parallel-Riesenslalom

#### Snowboard-Weltmeisterschaften
- 2015 Kreischberg: 21. Platz Parallelslalom, 23. Platz Parallel-Riesenslalom
- 2017 Sierra Nevada: 8. Platz Parallel-Riesenslalom, 22. Platz Parallelslalom
- 2019 Park City: 30. Platz Parallelslalom, 30. Platz Parallel-Riesenslalom

### Weltcup-Gesamtplatzierungen
| Saison  | Parallel | Parallel | Parallel-Riesenslalom | Parallel-Riesenslalom | Parallelslalom | Parallelslalom |
| Saison  | Punkte   | Platz    | Punkte                | Platz                 | Punkte         | Platz          |
| ------- | -------- | -------- | --------------------- | --------------------- | -------------- | -------------- |
| 2011/12 | 529      | 35.      | -                     | -                     | -              | -              |
| 2012/13 | 184      | 42.      | 126                   | 39.                   | 58             | 42.            |
| 2013/14 | 628      | 24.      | 69                    | 38.                   | 559            | 15.            |
| 2014/15 | 1852     | 14.      | 776                   | 17.                   | 1076           | 13.            |
| 2015/16 | 1058     | 16.      | 130                   | 34.                   | 928            | 13.            |
| 2016/17 | 2106     | 14.      | 1720                  | 7.                    | 386            | 18.            |
| 2017/18 | 3900     | 5.       | 2520                  | 11.                   | 1380           | 3.             |
| 2018/19 | 2220     | 16.      | 1216                  | 18.                   | 1004           | 11.            |
| 2019/20 | 1026     | 24.      | 446                   | 31.                   | 580            | 13.            |
| 2020/21 | 76       | 30.      | 39                    | 27.                   | 37             | 26.            |
| 2021/22 | 5        | 56.      | -                     | -                     | 5              | 44.            |
| 2022/23 | 86       | 29.      | 14                    | 33.                   | 72             | 19.            |
| 2023/24 | 101      | 27.      | 70                    | 23.                   | 31             | 27.            |